# Мануїл Фока
Мануїл Фока (*д/н — 964/965) — військовий діяч Візантійської імперії.

## Життєпис
Походив з аристократичного роду Фок. Син доместика схол Сходу Льва Фоки Старшого. Батько підняв повстання у 919, за що був схоплений і осліплений. Його подальша доля невідома.
Виховувався Бардом Фокою Старшим. Разом з останнім та своїм стриєчним братом Никифором брав участь у військових діях в Італії та проти арабів на Криті.[джерело?]
Лев Диякон у своїй «Історії» пише, що Мануїл мав гарячу вдачу і був схильний до безрозсудних поривів.
Піднесення кар'єрними щаблями відбулося у 963 році зі сходженням двоюрідного брата Никифора II Фоки на імператорський трон. 

### Експедиція на Сицилію
У 964 році, як командир кінноти, разом з Патрикієм Микитою відправлений на Сицилію, аби припинити їх набіги на Південну Італію. У жовтні того ж року він висадився на острові. Спочатку приступом захопив Сиракузи і фортецю Гімера, без бою зайняв міста Тавроменій і Леонтіни. Араби відійшли в глиб острова, Мануїл на чолі візантійського війська вирішив їх переслідувати. Його армія потрапила в засідку в гірських тіснинах у Раметти і була захоплена зненацька, в наслідок чого ромеї зазнали нищівної поразки, а Мануїл Фока загинув.
Після цього військо арабів рушило до берега і раптовим нападом захопила значну частину кораблів флоту візантійців, при чому, в полон потрапив очільник флоту Патрикій Микита. Зовсім невелика частина візантійського війська змогла врятуватися втечею.